# والری زیگنفوس
 والری زیگنفوس (انگلیسی: Valerie Ziegenfuss؛ زادهٔ ۲۹ ژوئن ۱۹۴۹) یک تنیس‌باز اهل ایالات متحده آمریکا است.